# (4431) Holeungholee
(4431) Holeungholee es un asteroide perteneciente al cinturón de asteroides, descubierto el 28 de noviembre de 1978 por el equipo del Observatorio de la Montaña Púrpura desde el Observatorio de la Montaña Púrpura, Nankín (China).

## Designación y nombre
Designado provisionalmente como 1978 WU14. Fue nombrado Holeungholee en homenaje a la Fundación Holeungholee, fundada en 1994 por S. H. Ho, K.-K. Leung, T. Ho y Q.-W. Lee, para premiar logros chinos en la ciencia, de alto nivel y tecnología así como para promover el desarrollo de esas investigaciones.

## Características orbitales
Holeungholee está situado a una distancia media del Sol de 3,062 ua, pudiendo alejarse hasta 3,364 ua y acercarse hasta 2,760 ua. Su excentricidad es 0,098 y la inclinación orbital 10,90 grados. Emplea 1957 días en completar una órbita alrededor del Sol.

## Características físicas
La magnitud absoluta de Holeungholee es 11,7. Tiene 23,856 km de diámetro y su albedo se estima en 0,078.